# Pietro Lana
Pietro Lana (Milán, Provincia de Milán, Italia, 10 de octubre de 1888 - Milán, Provincia de Milán, Italia, 6 de diciembre de 1950) fue un futbolista italiano. Se desempeñaba en la posición de delantero.

## Selección nacional
Fue internacional con la selección de fútbol de Italia en 2 ocasiones y marcó 3 goles. Debutó el 15 de mayo de 1910, en un encuentro amistoso ante la selección de Francia que finalizó con marcador de 6-2 a favor de los italianos.

## Clubes
| Club           | País   | Año         |
| -------------- | ------ | ----------- |
| A. C. Milan    | Italia | 1908 - 1914 |
| Brescia Calcio | Italia | 1916 - 1917 |